# Edmund Hartnack
Friedrich Edmund Hartnack est un opticien et inventeur allemand né à Templin (alors dans le royaume de Prusse) le 9 avril 1826 et mort à Potsdam le 9 février 1891. Il est célèbre pour l'excellente qualité de ses microscopes qu'il construit à Paris de 1857 à 1870, puis à Potsdam après la guerre franco-prussienne de 1870-1871. Il met au point l'objectif à immersion.

## Biographie
Il apprend à fabriquer des microscopes à Berlin avec Wilhelm Hirschmann (1780-1847). En 1847, il se rend à Paris et travaille d'abord chez Heinrich Daniel Ruhmkorff, puis chez Georg Oberhäuser (1798-1868), fabricant d'instruments d'optique. Il prend la direction de l'entreprise en 1860. Il se marie avec Johanna Maria Louise Kleinod, une nièce d'Oberhauser. 
En 1864, il engage Adam Prazmowski, astronome et mathématicien polonais récemment arrivé à Paris, comme directeur de l'atelier. Il emploie et forme Constant Verick, un apprenti qui prendra, en 1869, la succession de Jean-Christophe Kleinod, fabricant d'instruments d'optique au 2, rue de la Parcheminerie à Paris, décédé en 1866. Kleinod était neveu d'Oberhäuser et beau-frère de Hartnack. 
Le déclenchement de la guerre de 1870 pousse Hartnack à quitter la France. Il s'installe son atelier au no 39, WaisenStrasse à Potsdam. Son entreprise parisienne, située au 21, place Dauphine, poursuit un temps son activité sous la direction d'Adam Prazmowski qui l'acquiert en 1879. Par la suite, elle est acquise par Bézu, Haussier et Cie, puis reprise par Alfred et Albert Nachet en 1896.

## Microscopes
Hartnack est considéré comme un bon technicien. On lui doit plusieurs améliorations des microscopes. Il modifie le pied en fer à cheval du statif introduit par Oberhauser pour obtenir un meilleur éclairage. Il a été un des premiers à placer un condenseur sous la platine porte-objet.
Il est surtout connu pour ses objectifs à immersion à eau. Cette technique avait été introduite par David Brewster et Giovanni Battista Amici, mais elle ne donnait pas satisfaction à cause des aberrations géométriques qu'elle provoquait. Hartnack introduit un anneau de cuivre qui permet de corriger ce défaut et de rendre l'objectif à immersion à eau tout à fait praticable. L'introduction d'une lame d'eau ou d'huile entre l'objectif et l'échantillon améliore considérablement la résolution. En 1859, il commence à vendre ses objectifs qui sont tout de suite très appréciés des chercheurs parisiens avant de l'être des chercheurs allemands. 

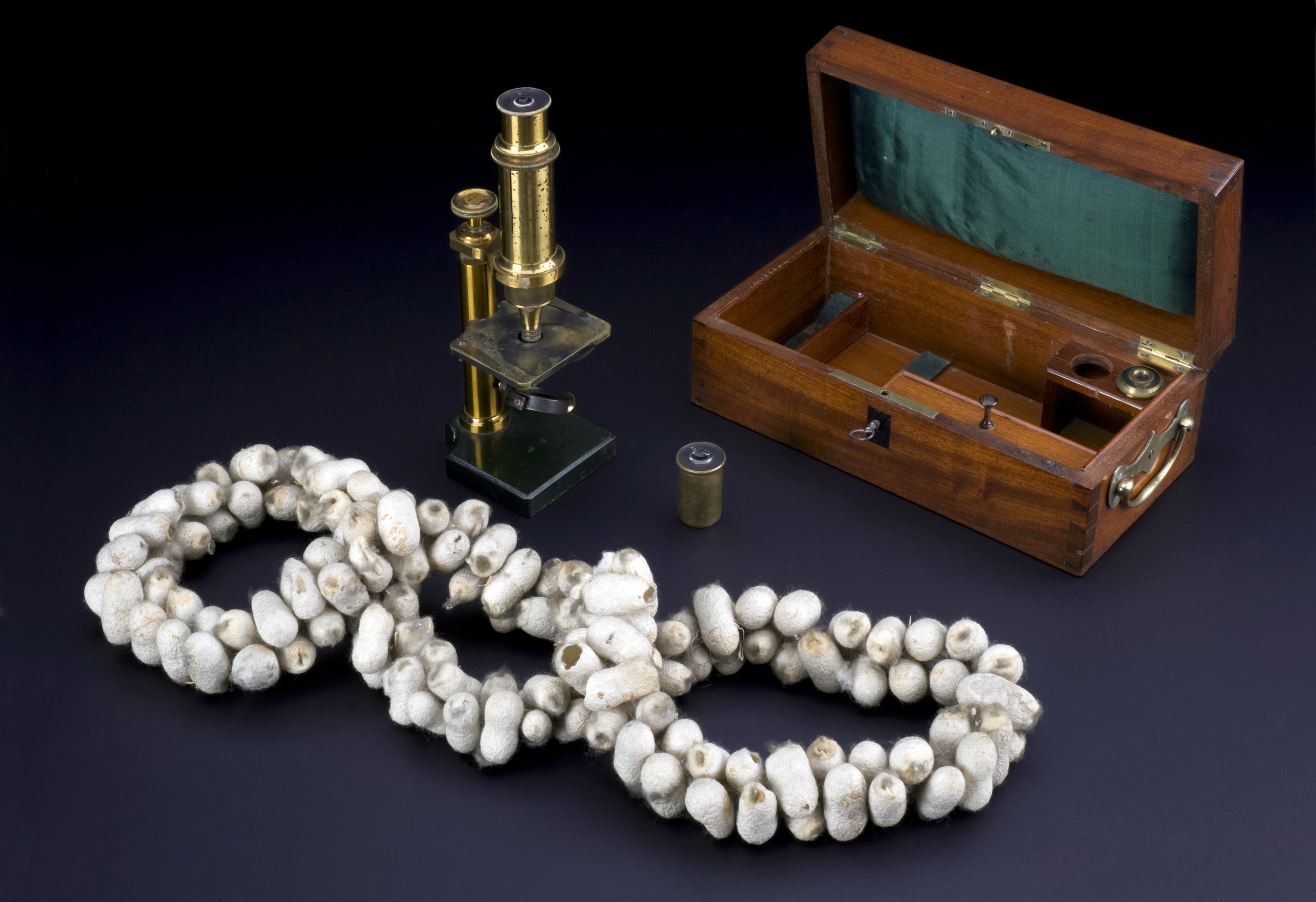
Microscope Hartnack utilisé par Louis Pasteur.Au premier plan des cocons de vers à soie.

Les microbiologistes Louis Pasteur et Robert Koch, l'embryologiste belge Edouard van Beneden et le neurologue viennois Sigmund Freud ont utilisé des microscopes Hartnack.
Hartnack et Prazmowski reçoivent des médailles aux expositions universelles de Paris en 1867 et 1878 et de Vienne en 1873. 
Hartnack a été nommé docteur honoris causa de la Faculté de médecine de l'université de Bonn et a reçu du gouvernement prussien le titre de professeur en 1882.